# 伊特尔堡之战
伊特尔堡之战（英語：Battle for Castle Itter）是第二次世界大战末期于奥地利提洛邦小镇伊特尔爆发的一场战斗。1945年5月4日，被关押在伊特尔堡的法国囚犯为抵御附近的武装党卫军，派人向美军求助。第一時間赶来救援的不仅有杰克·李上尉（John C. "Jack" Lee, Jr.）率领的美國陸軍第21軍第12裝甲師第23装甲营偵查隊、約瑟夫·甘格爾少校與其麾下的德国国防军士兵，甚至還有親衛隊高級突擊隊領袖庫爾特·齊格弗里德·施拉德（Kurt-Siegfried Schrader）。30人及4輛坦克的他们面对约150—200人及一門88毫米高射炮和2門2厘米高射炮的武装党卫军部队，在伊特尔堡内顽强抵抗一日，直到5月5日下午美军大部队赶到，成功解除武装党卫军的包围，战斗以盟军的胜利告终。伊特尔堡之战是二战期间美军和德军唯一一次并肩战斗，同时法国囚犯下至网球明星，上至前总理全部拿起武器为自由而战，因此许多报道称之为“二战最奇怪的战斗”。

## 背景
现存的伊特尔堡始建于1878年，由女钢琴家索菲·门特在1884年购得，作为个人住宅。她的老师李斯特·费伦茨、阿图尔·鲁宾斯坦和彼得·伊里奇·柴可夫斯基等著名音乐家都曾在此生活过。1902年，门特将伊特尔堡出售给柏林一名外科医生兼企业家尤金·迈尔，后者将其打造成一座现代化宾馆，在前来奥地利旅游的游客中口碑甚佳。1925年，蒂罗尔州副州长弗朗茨·格鲁纳从迈尔手中买下这座城堡，成为他艺术收藏的展览馆，吸引许多社会名流拜访。
1938年，納粹德國吞併奧地利，在奥地利境内大肆扩张盖世太保和集中营设施。伊特尔堡偏僻的地理位置和坚固的建筑结构引起了纳粹党的注意。1940年初，德国政府从格鲁纳处租借了伊特尔堡的使用权，用作德国禁烟联盟奥地利支部办公地点。1942年11月，海因里希·希姆莱从中介入将伊特尔堡充公，并开始改造为一座关押高级囚犯的監獄。原本的客房变成了带有栅栏和铁锁的囚室，豪华的主卧室则由集中营司令夫妇享有。1943年4月底，伊特堡改造完成，划归达豪集中营系统管辖，由一个营的党卫军骷髅总队看守，司令为前迈丹尼克集中营司令塞巴斯蒂安·魏默尔。5月2日起，囚犯陆续从布痕瓦尔德集中营等地押送至伊特尔堡。关押在这里的都是法兰西第三共和国的政要人士或社会名流，包括前总理爱德华·达拉第和保罗·雷诺、将军毛利斯·甘莫林和馬克西姆·魏剛、外交官安德烈·弗朗索瓦-龐賽、工会领袖莱昂·儒奥、夏尔·戴高乐将军的姐姐玛丽·艾格尼丝·戴高乐、网球明星让·博罗特拉等。希特勒将这些囚犯集中于德国境内的伊特尔堡，准备在盟军进攻德国本土时作为人质。此外伊特尔堡还有一些东欧囚犯，用作维修保养的工人。

## 戰鬥經過

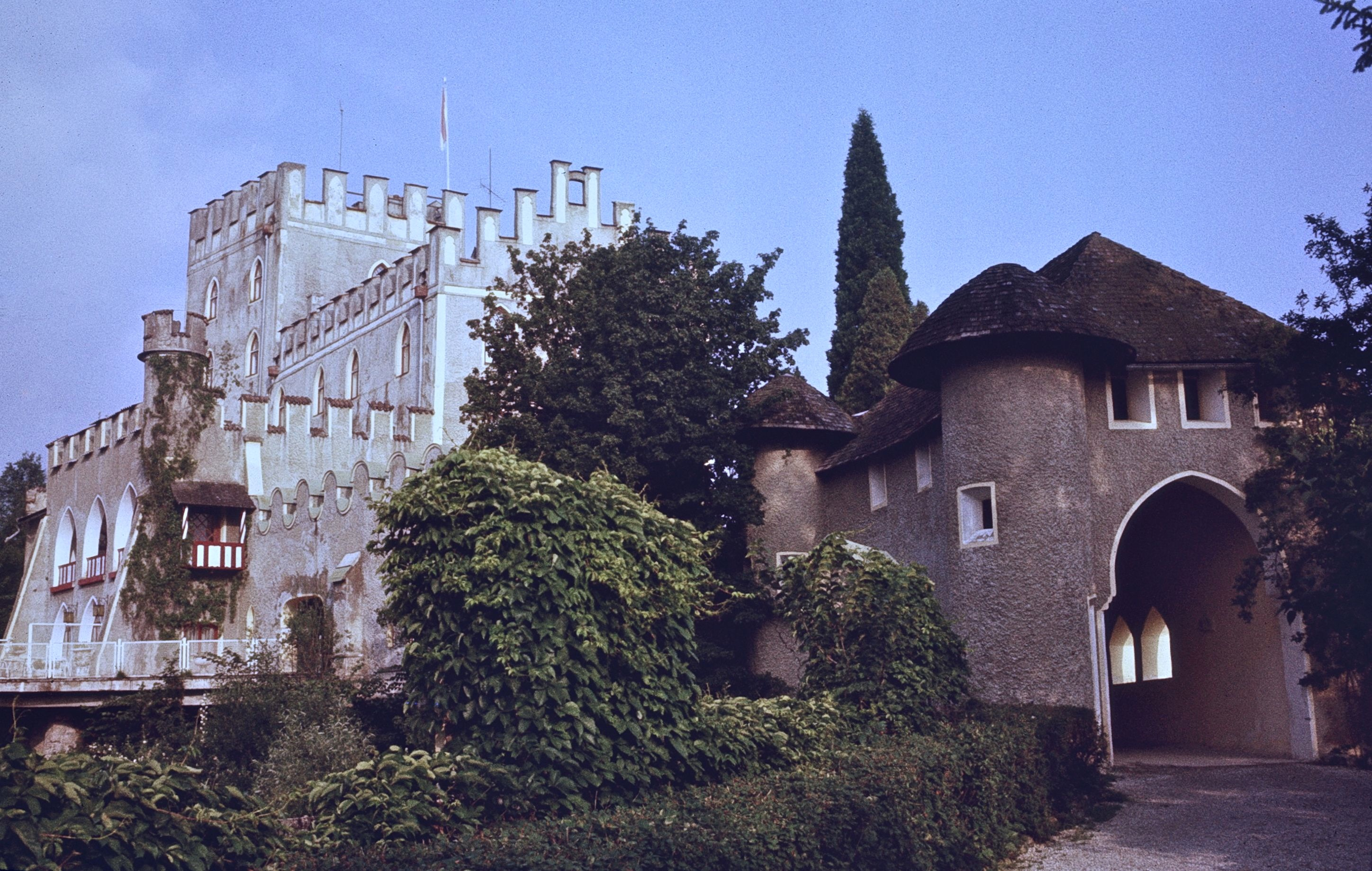
伊特爾堡的入口（1979年）

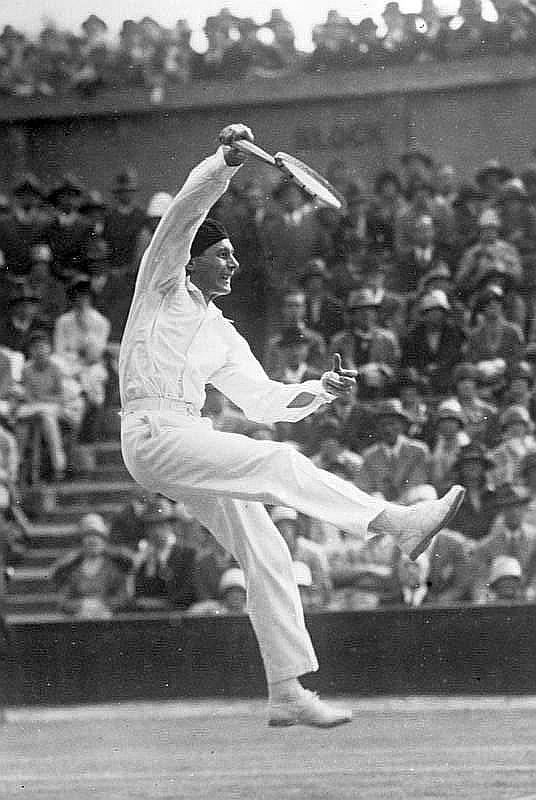
法國網球明星、维希政权前高官让·博罗特拉曾三度成功越獄，最後一次更是在戰鬥期間由他主動提出，以向外求援。

1945年5月3日，被囚在城堡中當雜役的南斯拉夫人民解放軍和游擊隊員，來自克羅地亞的祖文尼米爾·庫科維奇（Zvonimir Čučković）:23–24，以為戰俘營指揮官塞巴斯蒂安·魏默尔執行任務為藉口混出了城堡。庫科維奇帶著一封向盟軍求助的英文信，希望能遇到美國人並交到其手中。
由於距離8公里（5英里）的山下城鎮沃格爾仍在德軍手中，庫科維奇只得沿因河河谷上山，向著距離64公里（40英里）的因斯布魯克前進。當晚深夜，他抵達市郊並遇上美國陸軍第6軍第103步兵師轄下第409步兵團的先遣部隊，並告知對方城堡內有戰俘在囚。:103–107雖然美軍部隊無法私自越權進行救援行動，但答應庫科維奇他們會在5月4日早晨前從總部得到答覆。
美軍於黎明時分派遣重裝甲部隊前往營救戰俘，卻在前往伊特爾大約一半路程、越過延巴赫後因為遭遇猛烈炮轟而停止行動，並因為越界進入了東面第36步兵師的防區而被上級召回。最後只有兩輛吉普車載著輔助人員繼續前進。
由於庫科維奇未能回到城堡，加上前達豪集中營司令官愛德華·魏特:96因可疑原因在5月2日死於堡內，魏默爾害怕被殺而棄守城堡，不久骷髏總隊的守衛亦撤離，戰俘於是控制了城堡，並利用堡內餘下的武器進行武裝。:107
戰俘營內一眾指揮無法得悉庫科維奇已聯繫美軍，於是聽從捷克廚師安德烈亞斯·克羅伯特（Andreas Krobot）的建議，讓他於5月4日中午騎自行車前往沃格爾求援。沃格爾當時剛被德意志國防軍棄守，但旋即被在附近遊蕩的武裝親衛隊部隊佔據。克羅伯特成功在當地接觸奧地利反抗軍，被帶往面見率領德國國防軍小隊殘兵違抗撤退命令、加入當地的抵抗力量並成為首腦的甘格爾少校。:95–97
甘格爾希望帶領部下扼守城鎮，保護當地居民免受親衛隊報復。當時忠於納粹的部隊向任何懸掛白旗或奧地利國旗的房屋窗戶開火，並把男性當作逃兵就地處決。甘格爾原本寄望美軍能火速進軍至沃格爾，以便向美軍投降；:109–112但現時卻必須帶著白旗接近他們來求助。
幾乎在同時，美國陸軍第21軍第12裝甲師第23坦克營的四輛雪曼坦克偵察部隊，在李上尉的指揮下到達奧地利北部13公里（8英里）的庫夫施泰因，並在市內廣場待命，等候第36步兵師的支援。在甘格爾求援下，李上尉毫不猶豫地答應對方，並立即取得指揮部同意展開救援行動。
李上尉與甘格爾少校一道坐上少校的82式水桶車在城堡內偵察，之後把手下兩輛坦克留下，同時得到第36步兵師第142步兵团五輛戰車及三個步兵班支援。由於路途上的橋樑崩塌，造成3輛戰車與部分步兵無法跟上。李上尉被迫遣回無法跟上的增援部隊。李決定留下其副官哈利·巴斯（Harry Basse）中尉的戰車「Boche Buster」守衛橋樑，但巴斯中尉堅持要與李上尉並肩作戰並將戰車與該車伴隨的步兵交由伊里亞德中士指揮，最後李上尉、巴斯中尉、甘格爾少校、14名美軍、一名司機及載著十名前德軍炮兵的卡車回到城堡。:112–113,121–124在距離城堡6公里（4英里）處，部隊打敗了企圖設置路障的親衛隊。
與此同時，堡內的法籍戰俘要求在伊特爾養傷期間認識的武裝親衛隊軍官庫特·西格弗里德·施拉德負責指揮防禦。在李上尉到達城堡後，戰俘熱烈地歡迎營救部隊，但對部隊規模之小感到失望。:124–128李上尉把自己轄下的兵員配置在城堡周圍的防禦位置，並把自己的雪曼坦克「Besotten Jenny」（迷醉的珍妮号）部署在城堡入口處。
李上尉本來下令法籍戰俘躲藏起來，但他們情願留在堡外與美、德守軍並肩作戰。:146–152當天整晚，守軍都忙於應付一支前來評估戰力及探查弱點的偵察部隊。5月5日清晨，一支100至150人:144的武裝親衛隊發動進攻。甘格爾在正式攻擊開始前，成功透過電話聯繫身處沃格爾的奧地利反抗軍領袖阿洛伊斯·邁爾(Alois Mayr)要求增援；邁爾把麾下僅餘的兩名德國士兵和一名十多歲的抵抗軍成員漢斯·沃爾特（Hans Waltl）盡數派出，三人迅速駕車前往城堡。:145守在城門的雪曼坦克在被德軍的88毫米高射砲摧毀前一直提供機槍火力支援，在坦克被毀時車內只有一名企圖搶修車上無線電裝置的通訊員，最終他及時逃離並無受傷。
到了午後，求援訊息終於在守軍陷入絕境的同時傳達第142步兵團，步兵團馬上派遣部隊馳援。李上尉明白無法在通訊中斷前，把敵方的完整資訊及兵力部署全數告知第142步兵團，於是聽從網球明星伯勒特拉的提議，讓後者越過城堡圍牆，突破武裝親衛隊的據點及伏擊前往報信。伯勒特拉成功完成任務，向美軍要來一套軍服穿上後加入支援部隊，部隊亦在城堡守軍彈藥用盡之前趕抵戰俘營。
支援部隊於大約下午四時趕到並迅速擊敗武裝親衛隊。:157–161據報盟軍俘獲大約100名武裝親衛隊士兵；而在囚的法籍戰俘則在當晚被送回法國，並於5月10日抵達巴黎。

## 戰鬥結果與歷史意義
李上尉與巴斯中尉因為其防禦伊特爾堡的表現，分別獲頒傑出服役十字勳章與銀星勳章。在戰鬥過程中，甘格爾少校為了保護法國總理保羅·雷諾，被狙擊手擊中而陣亡，雷諾也在其日後撰寫的回憶錄中對為了他而犧牲的甘格爾少校感念再三。甘格爾少校也因為其挺身而出組織反抗軍保護奧地利平民免受武裝親衛隊傷害與救援伊特爾堡被尊為奧地利國家英雄，在今日沃格爾有一條以他名字命名的街道。大眾稱呼這場戰爭為「第二次世界大戰中最奇怪戰役」:2這場戰役發生在希特勒自殺後第五天:2，僅僅兩天後德國無條件投降。這也是第二次世界大戰中，唯一一次美軍與德軍並肩作戰。

## 戰後軍官們的命運
塞巴斯蒂安·魏默爾 親衛隊高級突擊隊領袖
這位前戰俘營指揮官在戰爭結束後數周被盟軍逮捕，並且因為其在戰時作為武裝親衛隊犯下的多個戰爭罪被當作戰犯起訴。幸運的是幾個伊特爾堡的戰俘們因為魏默爾在作為戰俘營指揮官保證他們的人身安全並與他們建立友情，這些有力人士介入了魏默爾的審判，魏默爾在1949年時被釋放。魏默爾於1951年時搬回他的家鄉丁戈爾芬。與此同時他深受酗酒所苦，他的太太也不久後與他離婚。魏默爾最終在1952年12月10日自殺，享年50歲。
庫特·西格弗里德·施拉德 高級突擊隊領袖
這位受勳的親衛隊高級突擊隊領袖因為其在伊特爾堡之戰的表現於1947年被釋放。難得的是他在武裝親衛隊的生涯並無任何不道德的戰爭罪行為，他最終得以高興地與妻子和女兒們團聚。他們一起搬到了明斯特，在那裡他以泥水匠為業。1953年，他獲得在北萊茵-西發利亞內政部的職位，一直任職到1980年。施拉德在1990年代時過世。
哈利·巴斯 中尉
巴斯中尉是李上尉的摯友也是他的副官，他在戰後回到了家鄉加州務農。他與妻子在南加州的安那翰附近種植柳橙，後來將部分土地出售，那些土地日後成為迪士尼樂園的一部分。晚年時他非常熱衷於打獵及釣魚，巴斯與李也一直從戰後保持著摯友關係。巴斯中尉於1991年10月4日過世，享壽81歲。
小約翰·李 上尉
李上尉於1946年2月2日轉為預備役，就在他回到美國的幾天後。李上尉離開行伍後試著成為職業美式足球球員，並在美國協會美式足球聯盟的紐澤西巨人隊打過幾季，美國協會於1950年解散。在無法得到職業隊伍的青睞後，李上尉成為當地美式足球教練與酒保。他的生活一直受到創傷後壓力症候群所苦，也因此酗酒。李上尉曾試著開旅館但失敗，他的妻子維吉尼亞也與其離婚並帶走他們的兒子。他結過三次婚，退役後的生活一直非常不順遂。李上尉最後在1973年1月15日時因為酒精中毒告別人世，享年54歲。

## 流行文化
瑞典重金属乐队“Sabaton”的歌曲《the last battle》就是伊特尔堡之战。

### 書籍
- Harding, Stephen. . Da Capo Press. 2013. ISBN 978-0-306-82209-4 （英语）.
- 史蒂芬‧霍丁. . 黎明文化. 2017-04-15. ISBN 978-9-571-60877-8 （中文）.
- Roberts, Andrew. . 野獸日報. 2013-05-12  [2020-02-08]. （原始内容存档于2017-05-31）.
- Daniel Ramos. . 2015  [2020-02-08]. （原始内容存档于2021-11-26） （英语）.